# Осуматланский тотонакский язык
Осуматланский тотонакский язык (Cerro Xinolatépetl Totonac, Ozumatlán Totonac, Totonaco de Ozomatlán, Totonaco del cerro Xinolate´petl, Totonaco norte de Huauchinango, Western Totonac, Xinolate´petl Totonac, Xinulajgsipij tutunaku) — тотонакский язык, на котором говорят в городах Куауэятла, Тепецинтла-де-Галеана округа Осоматлан штата Пуэбла в Мексике.